# Peter Hirt
Peter Hirt (Lenzburg, Aargau, Švicarska, 6. listopada 1910. – Zürich, Švicarska, 29. prosinca 1992.) je bio švicarski vozač automobilističkih utrka.
Poslovni čovjek iz Kussnachta, blizu Züricha, koji je imao uspješan posao izrade preciznih alata, udružio se sa sunarodnjakom Rudijem Fischerom kako bi vozio Ferrari za Fischerovu momčad Ecurie Espadon u Formuli 1. Nastupio je na pet utrka, no nije uspio osvojiti bodove.

## Vanjske poveznice
- Peter Hirt - Stats F1